# Inertance
L’inertance est une caractéristique acoustique permettant de définir certains phénomènes vibratoires concernant les structures. Elle indique la façon dont une structure réagit vibratoirement à la sollicitation d’un effort. Formellement, c’est le rapport de l’accélération que prend la masse sur la force excitatrice en un point donné d’une structure, dans le domaine fréquentiel ; il s’exprime en m s−2 N−1. L’inertance est quantifiée en décibels selon la relation suivante :
{\displaystyle \mathrm {I} (f)=20\cdot \log \left[{\gamma (f) \over \mathrm {F} (f)}\right]\ \ \ ({\rm {en\;dB)}}}
où :
{\displaystyle \gamma (f)} est l’accélération mesurée en fonction de la fréquence (m s−2) ;
{\displaystyle \mathrm {F} (f)} est l’effort introduit en fonction de la fréquence (kg m s−2).
Les points d’excitation et de réponse sont identiques. Dans le cas contraire, il s’agit d’un transfert vibratoire.
L'inertance est à "phase minimale", c'est-à-dire que la phase du spectre d'inertance entre l'accélération et la force ne peut sortir des limites [0;pi]. Contrairement au transfert vibratoire, il ne peut y avoir de retard de propagation entre excitation (force) et réponse (accélération). 
Cette propriété de "phase minimale" signe 3 caractéristiques propres à l'inertance:
1- Il existe toujours une antirésonance entre chaque résonances d'une inertance.
2- A chaque résonance, la partie imaginaire de l'inertance est maximale et la partie réelle passe par un zéro.
3- Les raideurs modales de chaque mode (résonances) se sommant au point d'excitation, l'allure générale d'une inertance (porteuse) suit une loi en (2*pi*f)²/Keq. Cette porteuse, parfois identifiée par une régression sur un support en f² est aussi appelée "Isoraideur Keq".
Elle est calculée en laboratoire acoustique. La structure peut être un véhicule ou une caisse nue. Pour une mesure sur caisse, celle-ci est posée sur des plots filtrants. La bande de fréquence est choisie en fonction du sujet de l’étude.
L’inertance a pour analogues l’inductance et la masse dans les systèmes électrique et mécanique, respectivement.